# Wendy
Wendy  è un nome proprio di persona inglese femminile.

## Varianti
- Femminili: Wandy[3], Wenda[1][3][4], Wendi[1][3][4], Wendie[4], Windy[3]

## Origine e diffusione

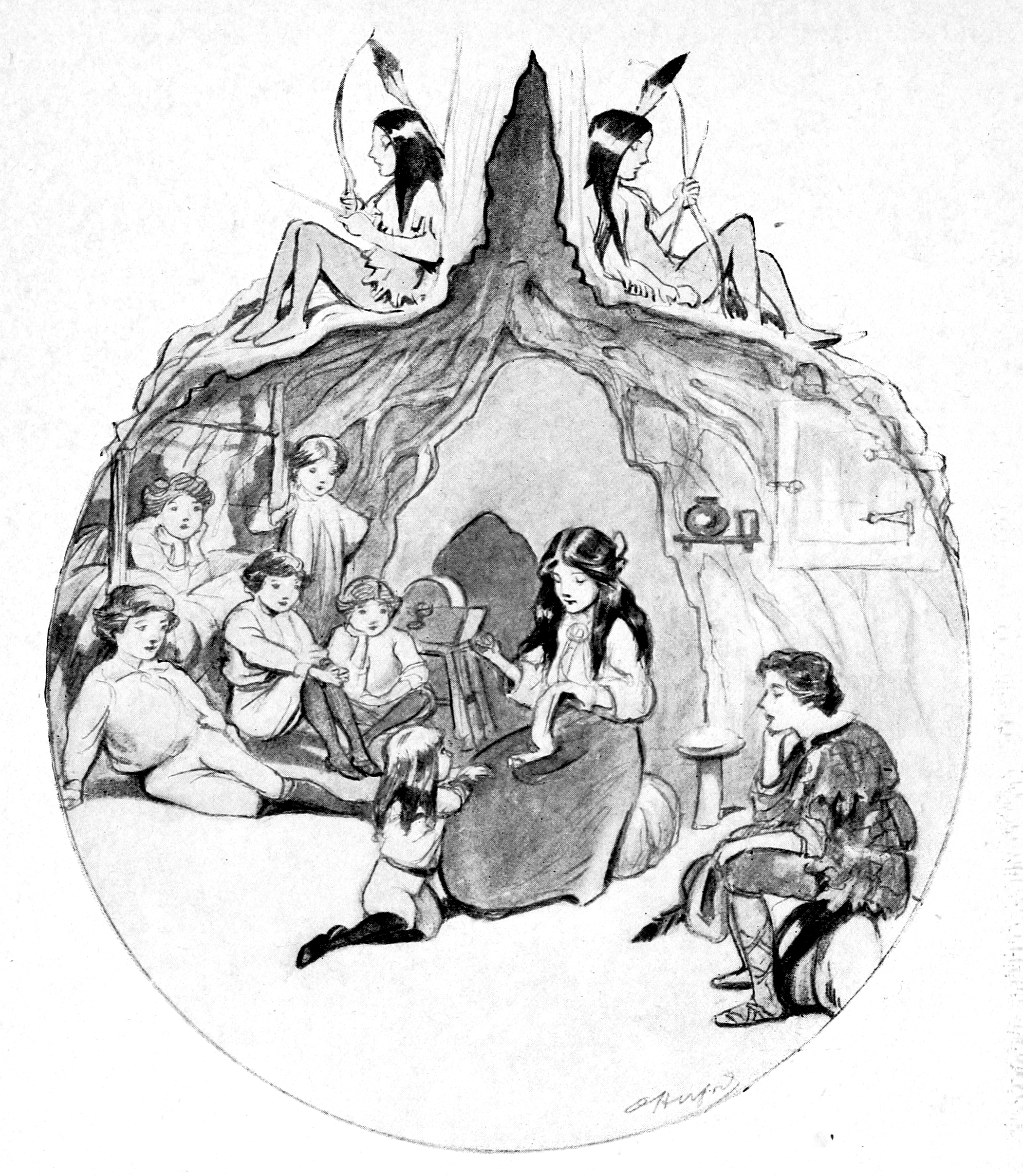
Wendy Darling con i bambini perduti in un'illustrazione di Oliver Herford

Generalmente, viene riportato che tale nome fu inventato da J. M. Barrie per la sua opera del 1904 Peter e Wendy, dove era portato dal personaggio di Wendy Darling. Nel suo caso Barrie lo trasse da un soprannome datogli dalla sua amica d'infanzia Margaret Henley (la figlia di William Henley che morì a cinque anni, nel 1894): Margaret lo chiamò "my friendly" ("il mio amichevole)" ma, non essendo in grado di pronunciare bene la R, le uscì "fwendy".
Anche se fu certamente l'opera di Barrie a dare ampia diffusione al nome, esso era utilizzato occasionalmente già prima; è rilevato negli Stati Uniti sin dagli inizi del XIX secolo dove Wendy Gram, una bimba dell'Ohio, venne registrata con questo nome nel 1828, ed il nome Wendy appare nel censimento U.S. Census del 1880. Nel Regno Unito, Wendy appare come nome di ragazzo nel censimento del 1881: in questi casi è probabilmente riconducibile al nome di origine gaelica Guendalina, o ad altri contenenti l'elemento gwen, "bianco", "puro". Per quanto riguarda la sua diffusione, nelle liste dei più usati nomi per i neonati del Social Security Administration statunitense, Wendy appare nel 1936, e dal 1965 al 1976 entra nella lista dei quaranta nomi femminili più popolari.

## Persone
- Wendy cantante sudcoreana

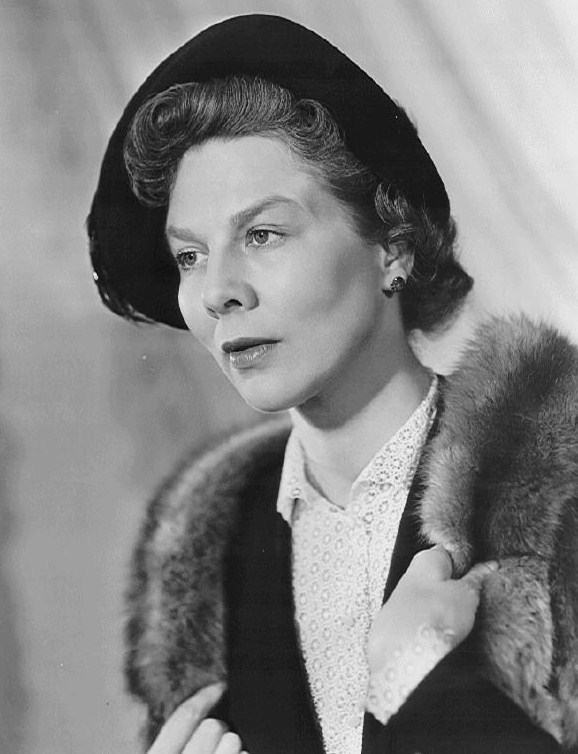
Wendy Hiller

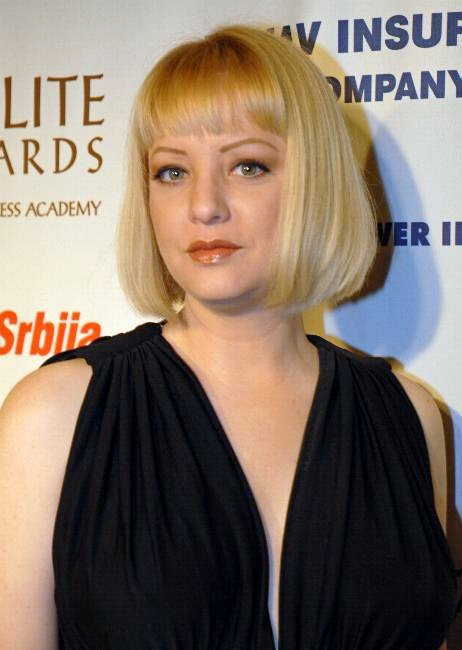
Wendi McLendon-Covey

- Wendy Allen, sciatrice alpina statunitense
- Wendy Boglioli, nuotatrice statunitense
- Wendy Carlos, musicista e compositrice statunitense
- Wendy Crewson, attrice canadese
- Wendy Dascomb, modella statunitense
- Wendy Divine, pornoattrice statunitense
- Wendy Doniger, scrittrice e indologa statunitense
- Wendy Fitzwilliam, modella trinidadiana
- Wendy Hiller, attrice britannica
- Wendy Holdener, sciatrice alpina svizzera
- Wendy Lawrence, astronauta e ingegnere statunitense
- Wendy Makkena, attrice statunitense
- Wendy Palmer, cestista e allenatrice di pallacanestro statunitense
- Wendy Robie, attrice statunitense
- Wendy Siorpaes, sciatrice alpina italiana
- Wendy Turnbull, tennista australiana
- Wendy O. Williams, cantante statunitense
- Wendy Windham, showgirl statunitense

### Varianti
- Wendee Lee, doppiatrice statunitense
- Wendie Malick, attrice e modella statunitense
- Wendi McLendon-Covey, attrice statunitense
- Wendie Renard, calciatrice francese
- Wendie Jo Sperber, attrice statunitense

## Il nome nelle arti
- Wendy Corduroy è un personaggio della serie animata Gravity Falls.
- Wendy Darling è la co-protagonista dell'opera di J. M. Barrie Peter e Wendy, e di tutte quelle da essa derivate.
- Wendy Marvel è un personaggio della serie manga e anime Fairy Tail.
- Wendy Ryan è un personaggio della serie di videogiochi Psychic Force.
- Wendy Testaburger è un personaggio della serie animata South Park.

## Curiosità
- Wendy's è una catena statunitense di fast food che prende il nome da una delle figlie del suo fondatore, Dave Thomas.